# Centro Sportivo Alagoano
Centro Sportivo Alagoano, também conhecido pela sigla CSA, é uma agremiação esportiva brasileira de futebol, da cidade de Maceió, em Alagoas. Fundado em 7 de setembro de 1913 por um grupo de desportistas, o clube nasceu como Centro Sportivo Sete de Setembro, depois foi rebatizado para Centro Sportivo Floriano Peixoto, e em 1918 ganhou seu nome atual.
Foi o primeiro time nordestino a chegar em uma final de torneio internacional , ficando com o vice campeonato da Copa Conmebol de 1999, além de ser o único clube alagoano a conquistar um título de expressão nacional, a Série C de 2017. Foi vice-campeão da Série B em 1980, 82, 83 e 2018, além de conquistar o vice campeonato da Série D de 2016. Conseguiu a façanha histórica de ser o primeiro e único clube de futebol a conquistar três acessos consecutivos no Campeonato Brasileiro de Futebol, deixando a Série D do futebol nacional para disputa da divisão de elite entre 2016 e 2019.
Com 40 títulos estaduais, é o maior vencedor do Campeonato Alagoano. Localmente, o CSA possui uma rivalidade histórica com o CRB na qual disputa o Clássico das Multidões. Há, também, uma rivalidade com o ASA, equipe do interior do estado.

## História

### A fundação

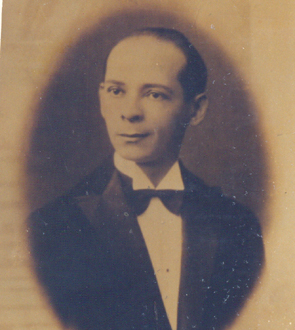
Jonas de Oliveira, um dos principais articuladores da fundação do CSA.

O Centro Sportivo Alagoano foi fundado em 7 de setembro de 1913 na Sociedade Perseverança e Auxiliar dos Empregados no Comércio, quando um grupo de desportistas liderado por Jonas Oliveira se reuniu com o propósito de fundar uma agremiação esportiva. Os fundadores do clube foram: Jonas de Oliveira, Osório Gatto, Entiquio Gomes Filho, Antenor Barbosa Reis, Francisco Rocha Cavalcante, Arestides Ataíde de Oliveira, Antônio Miguel de Oliveira e Vicente Grossi.
Inicialmente, o clube foi denominado "Centro Sportivo Sete de Setembro" em referência à sua data de fundação, e iniciou suas atividades na sede da Sociedade Perseverança, onde eram guardados seus primeiros barcos. Nesse local, uma academia de atletas se formou, pois o clube contava com uma equipe de lutadores de boxe, luta greco-romana, além de praticantes de levantamento de peso, lançamento de dardo, disco e esgrima. Os esportes náuticos foram introduzidos na história do clube somente em 1917, e por muitos anos, os membros do clube utilizavam a Lagoa Mundaú para passeios e competições náuticas.

### Mudanças de sede e nome
Não demorou muito tempo e a sede do clube foi transferida para uma das dependências do Palácio Velho, antigo Palácio do Governo. Em seguida, no ano de 1915, mais uma mudança ocorreu e a sede azulina passou a funcionar em um prédio na Praça da Independência, antiga Praça da Cadeia, pertencente ao Tiro de Guerra. Foi aí, inclusive, que o time realizou seus treinos e jogos.
Dois anos após a fundação, aconteceu a primeira modificação do nome do CSA que, de Centro Sportivo Sete de Setembro passou a se chamar Centro Sportivo Floriano Peixoto, em 1915, numa homenagem a José Floriano Peixoto, atleta alagoano de destaque nacional. Torcedores azulinos propuseram, em assembleia geral, a mudança do nome do clube e a proposta do grupo foi aceita.
Definitivamente, no dia 13 de abril de 1918, o time mudou mais uma vez a sua razão social e foi batizado, em assembleia geral, com o nome atual, que de imediato passou a se identificar com o povo alagoano.

## Futebol

### O início
O primeiro jogo dos azulinos foi contra uma equipe formada por alagoanos que estudavam em Recife e os azulinos venceram por 3 a 0.

### A marca da rivalidade
Em determinado momento, aproximadamente nos anos 1930, o CSA enviou ao CRB um "Ofício-convite" propondo a realização de uma partida amistosa. O clube da Pajuçara aceitou o desafio, porém, em sua "Oficio-resposta", solicitou autorização para incluir jogadores de outros times em sua equipe, uma vez que se tratava de um jogo amistoso. O CSA não acatou essa proposta, originando um desentendimento entre os dois clubes. A partir desse ponto, as hostilidades aumentaram, tornando-se incontroláveis, principalmente devido à cobertura jornalística que divulgava declarações dos dois presidentes. O jornal "Correio da Tarde" publicava as declarações de Osório Gatto, presidente do CSA, enquanto o Jornal de Alagoas publicava as respostas de Ismael Acioli, presidente do CRB. Dessa forma, um simples "convite" para um jogo amistoso evoluiu para um conflito pessoal.
Após tomar conhecimento, por meio de uma das crônicas, de uma ofensa direta proferida pelo presidente do CSA, Ismael Acioli se sentiu ofendido e decidiu abordá-lo pessoalmente. Tendo sido alertado por amigos do "Correio da Tarde" sobre as intenções de Ismael Acioli, Osório Gatto se precaveu e portou um revólver. O encontro entre os dois presidentes ocorreu em plena Rua do Comércio, na capital. Antes mesmo de qualquer diálogo, o presidente do CSA sacou a arma e atirou no presidente do CRB. Um dos disparos atingiu a coxa de Ismael Acioli, que caiu e foi prontamente levado para o Pronto Socorro com a chegada de várias pessoas. O conflito não se encerrou nesse momento. Durante o período em que esteve hospitalizado, Ismael Acioli recebeu apoio irrestrito de todas as facções ligadas ao clube que ele dirigia. De fato, toda a diretoria do CRB prometeu publicamente, por unanimidade, que, caso Ismael Acioli viesse a falecer, nenhum membro da diretoria do CSA sobreviveria para contar a história. Ismael Acioli se recuperou gradualmente, superou o perigo e retomou sua vida normal, embora com uma limitação na perna e carregando consigo a bala que o atingiu. Somente anos mais tarde, os dois desportistas, em um encontro fortuito, finalmente se abraçaram com comoção. A partir desse momento, os dois clubes se tornaram rivais eternos.

### 1931 – A rivalidade no aniversário do CSA
A crescente rivalidade entre CSA e CRB culminou em um fato ocorrido em 1931. Para participar da festa de seu aniversário, os azulinos convidaram o time do América de Recife para um jogo amistoso. Tininho, um jogador do CSA, era também um verdadeiro líder dentro do clube. Muitas vezes, se transformava em treinador do time. Por todas essas qualidades, Tininho era respeitado pelos dirigentes e querido pela torcida.
Com a intenção de reforçar a equipe, Tininho convidou dois jogadores do CRB para integrar o CSA no jogo contra o América. Zequito Porto e Fonseca eram os convidados. Eles aceitaram com muita alegria. No dia 7 de setembro, no Mutange, antes do jogo, compareceram aos vestiários do CSA, os jogadores Zequito e Fonseca que foram recebidos por Tininho. A diretoria azulina já se encontrava nas cadeiras que ficavam nas arquibancadas do Mutange. Ao saber da novidade, os dirigentes mandaram chamar Tininho para informar que não concordavam com a presença dos jogadores do CRB. Afirmavam, inclusive, que temiam a reação da torcida. Pressionado por todos os lados, Tininho mostrou porque era líder, e decidiu – "Ou aceitam Zequito e Fonseca ou eu também não jogarei". Esta decisão aumentou a confusão. Mas, pela personalidade do capitão azulino que assumiu toda responsabilidade, os dois atletas do CRB jogaram e ajudaram o CSA a vencer o América por 4x2. Dois dos gols foram assinalados por Fonseca. Zequito Porto nunca negou que se sentiu orgulhoso ao vestir a camisa do tradicional rival. A rivalidade na época não permitia que fatos como esse pudesse acontecer. Mas, ele conseguiu quebrar esse tabu.

### 1945 – 22 x 0: a grande goleada
Uma das maiores goleadas do futebol brasileiro e, certamente, a maior do futebol alagoano, teve a participação do CSA. Aconteceu no campeonato alagoano de 1945 - CSA 22 x 0 Esporte Clube Maceió.
O CSA tentou transferir o jogo para aceitar um convite e jogar em Garanhuns. O EC Maceió não aceitou. O mando de campo era do time de Zé Rodrigues que levou o jogo para o campo da Pajuçara. O CSA tentou levar a partida para o Mutange, chegando a oferecer toda a renda para o Esporte. O clube rubro também não aceitou. Comentou-se, na época, que dirigentes e jogadores do clube azulino fizeram um pacto para fazer o maior número de gols possíveis dentro da partida. Na semana do jogo, o Tribunal de Penas da Federação suspendeu quatro jogadores do Maceió. Eles haviam se envolvido no jogo violento da partida contra o Olavo Bilac no domingo anterior. Dirigentes do clube de Zé Rodrigues chegaram a pensar em entregar os pontos. Terminaram desistindo.
No dia 28 de janeiro de 1945, no Estádio Severiano Gomes Filho, jogaram Esporte Clube Maceió e CSA. Zé Rodrigues que tinha problemas na escalação do seu time, foi obrigado a colocar em campo quatro atletas que haviam jogado na partida preliminar: Orlando, Pé de Samba, Mudico e Laurinho. Mesmo assim, os jogadores do CSA não perdoaram. Fizeram 7 gols no primeiro tempo e 15 no segundo.
Campeonato Alagoano
| 28 de janeiro de 1945 | Esporte Clube Maceió | 0 – 22 | CSA                                                       | Estádio Severiano Gomes Filho, Maceió |
|                       |                      |        | Caio Mário · Dengoso · Montoni · Sales · Ariston · Valdir | Árbitro: Waldomiro Brêda              |

### 1952 – O Jogo do Xaxado
O clássico contra o CRB da tarde do dia 16 de setembro de 1952 entrou para a história do futebol alagoano e ficou conhecido como o "Jogo do Xaxado". Xaxado é um ritmo musical do nordeste brasileiro e, na época, era a música do momento das paradas de sucesso. Todo o Brasil dançava o xaxado com Luiz Gonzaga.
O CSA venceu seu mais tradicional adversário pelo placar de 4 a 0. A grande atuação da equipe fez a torcida azulina bater palmas e gritar, ritmicamente, a palavra "xaxado". Curiosamente, o CSA aplicou a goleada justamente no dia do aniversário do rival.
Campeonato Alagoano 1952
| 16 de setembro de 1952 | CRB | 0 – 4 | CSA             | Estádio Severiano Gomes Filho, Maceió |
|                        |     |       | Edgar · Dengoso | Árbitro: Waldomiro Brêda              |

CRB: - Levino (Luiz), Helio Ramires (Ferrari) e Miguel Rosas, Netinho, Castanha e Moura, Sansão, Arroxelas (Santa Rita), Dario, Mourão (Zé Cicero) e Zeca.

CSA: - Almir, Bem e Arestides, Oscarzinho, Zanélio e Neu, Napoleão (Ié), Biu Cabecinha, Dida, Dengoso e Edgar (Bemvindo).
Muitos gols foram perdidos. Dida, depois de driblar toda a defesa do CRB, inclusive o goleiro Levino, quase na linha de gol, preferiu voltar e passar a bola para um companheiro.— Lauthenay Perdigão, Diretor do Museu dos Esportes.

### 1973 – Mané Garrincha e o CSA
Garrincha, renomado jogador de futebol, teve uma breve passagem pelo CSA. Essa participação ocorreu durante um único jogo amistoso, realizado em 19 de setembro de 1973, contra o ASA de Arapiraca, no estádio Trapichão. Durante a partida, Garrincha e Dida compartilharam o campo vestindo a camisa azul do clube. Quatro dias depois, o jogador também atuou em outra partida por um clube alagoano, mas desta vez pelo ASA de Arapiraca, contra o próprio CSA.
Naquela época, conhecida como a despedida de "Seu Mané" para a torcida brasileira, o futebol de Garrincha estava em declínio, suas características físicas já não permitiam o mesmo desempenho. Mesmo assim, Garrincha honrou sua presença em campo e a torcida alagoana compreendeu o momento delicado que o jogador enfrentava. Em sua noite de despedida, recebeu calorosos aplausos.

### Anos 1980
A década de 1980 é considerada como a mais gloriosa da história do CSA que nessa época contou com as atuações notórias do atacante e meia Jacozinho, que permanece até hoje como o grande ídolo da nação azulina. O clube obteve amplo domínio no certame local, conquistando 6 títulos estaduais. Além disso, o CSA também se destacou nacionalmente alcançando por três anos quase consecutivos a grande decisão da Taça de Prata (competição que corresponde à Série B do Campeonato Brasileiro).

#### 1980
Era a semifinal da Taça de Prata de 1980. O jogo foi no Estádio Fonte Luminosa contra a Ferroviária e o resultado de 1x0, deu ao time alagoano o direito de disputar o título de campeão da Taça de Prata contra o Londrina e, a sua inclusão, no próximo ano, na divisão de elite do futebol brasileiro.
Para ganhar da Ferroviária o CSA enfrentou muitas adversidades, desde da pressão da torcida local até a visível parcialidade do juiz que, no segundo tempo, expulsou Joca e Alberto Lequelé do clube alagoano. Mesmo com uma ajuda extra, os paulistas não chegaram a meta de Zé Luiz.
No primeiro tempo, a Ferroviária, a rigor, atacou mais que o CSA, entretanto encontrou uma verdadeira barreira na defesa azulina. O CSA, cauteloso, somente ia à frente em contra ataques rápidos e perigosos. E foi assim que aos 39 minutos, Peu lançou para Gilmar que fechava para área e o craque azulino chutou por cobertura e marcou o gol único da partida.
No segundo tempo, a Ferroviária passou a pressionar na base do desespero e teve sua grande chance do empate quando Paulo Borges perdeu uma penalidade máxima. Mesmo com dois jogadores a menos, o CSA soube administrar a vitória.
Semifinal Taça de Prata de 1980
| 7 de maio de 1980 | Ferroviária | 0 – 1 | CSA    | Fonte Luminosa, Araraquara                                |
|                   |             |       | Gilmar | Público: 5 864 pagantes Árbitro: Wilson Carlos dos Santos |

Ferroviária - Tião, Carlos (João Carlos), Sabará, Sérgio Miranda e Zé Rubens, Nande,. Zé Roberto (Bispo) e Douglas, Paulo Borges, Toninho e Lavinho.

CSA - Zé Luiz, Joca, Paulinho, Dick e Luizinho, Ronaldo Alves, Alberto Carioca e Peu (Rogério), Jorginho, Dentinho (Alberto Lequelé) e Gilmar.
Final Taça de Prata de 1980
| 11 de maio de 1980 | CSA          | 1 – 1 | Londrina     | Estádio Rei Pelé, Maceió (AL)           |
|                    | Dentinho 76' |       | Paulinho 85' | Público: 25 659 Árbitro: Oscar Scolfaro |

| 18 de maio de 1980 | Londrina                                             | 4 – 0 | CSA | Estádio do Café, Londrina (PR)               |
|                    | Zé Antônio 26' · Lívio 33' · Paulinho 80' 84' (pen.) |       |     | Público: 36 489 Árbitro: José Roberto Wright |

- Londrina: Jorge, Toninho, Gilberto, Fernando, Zé Antônio, Vanderlei (André), Éverton, Lívio, Zé Dias (Zé Roberto) e Paulinho. Técnico: Jair Bala
- CSA: Zé Luís, Joca, Paulinho, Dick, Luisinho, Ronaldo Alves, Alberto Carioca, Alberto Leguelé, Jorginho, Peu e Gilmar. Técnico: Laerte Dória

#### 1982
A decisão da Taça de Prata de 1982 foi entre CSA e Campo Grande do Rio de Janeiro. A primeira partida foi no Estádio Rei Pelé no dia 11 de abril. Ficou conhecido como o "jogo da virada".
Um jogo cheio de grandes lances e a movimentação do marcador mexeu com os nervos da torcida azulina. O CSA começou bem, atacando com velocidade e explorando o lado direito do Campo Grande. Foi assim que o clube azulino chegou ao primeiro gol. Romel lançou Américo em profundidade que foi derrubado na entrada da área. O mesmo Romel cobrou de forma sensacional e abriu a contagem. A partir dos trinta minutos, o Campo Grande passou a dominar a partida e o CSA ficou sem saber o que fazer. O zagueiro Jerônimo começou a fazer bobagens. Fez um gol contra aos trinta e oito minutos. Perdeu a bola na entrada da área e permitiu que o Campo Grande marcasse seu segundo gol, e logo depois os cariocas ampliaram para três a um. Este foi o marcador do primeiro tempo. Os azulinos estavam abatidos, dominados e não demonstravam chance de reagir.
Uma conversa no intervalo, entre o técnico Tadeu e jogadores, mexeu com o ânimo dos jogadores. Zé Carlos entrou no lugar de Freitas e Dentinho substituiu Américo. Duas substituições que mudaram o panorama da partida.
A reação começou aos vinte três minutos. Dentinho sofreu uma falta perto da área. Romel cobrou com categoria: 3x2. Os azulinos jogavam bem, dominavam e os cariocas procuravam manter o resultado. Mais cinco minutos e novamente Dentinho foi derrubado dentro da área. E na área é penalti. O grande nome do jogo, Romel, perdeu a penalidade máxima. Chutou e o goleiro Ronaldo defendeu. O jogo seguiu com o CSA procurando o empate. E ele veio numa bola lançada por Zezinho para a área adversária. Romel dominou e com um leve toque deslocou o goleiro carioca. O empate ainda era bom resultado para o Campo Grande. O CSA, porém, queria mais.
O tempo passava. As oportunidades surgiam e o gol da vitória não chegava. Jorginho se contundiu e teve que sair de campo. O treinador Tadeu José da Costa Lima já tinha feita as duas substituições e o CSA ficou com menos um. Aos trinta e sete minutos uma falta em Dentinho, na entrada da área, criou um pequeno tumulto que culminou com a expulsão do zagueiro Jeronimo. O CSA passava a jogar com nove jogadores. Na cobrança, Ademir tocou para Romel que chutou na barreira. A bola subiu e quando desceu bateu no travessão e voltou para onde estava Zé Carlos, que de cabeça, mandou para as redes do Campo Grande. Estava sacramentada a vitória do CSA. Poucos acreditavam no que viam. A virada de 1x3 para 4x3 estava estampada nos torcedores presentes no Rei Pelé. Logo depois do gol, Dentinho fez falta violenta e foi expulso. Com oito jogadores, foi um sufoco para o CSA garantir o marcador.
Final Taça de Prata de 1982
| 11 de abril de 1982 | CSA                               | 4 – 3 | Campo Grande                                        | Estádio Rei Pelé, Maceió (AL)                   |
|                     | Romel 15' 67' 78' · Zé Carlos 87' |       | Jerônimo 38' (con.) · Luís Paulo 40' · Luisinho 43' | Público: 16 045 Árbitro: Nacor Benedito Arouche |

| 18 de abril de 1982 | Campo Grande          | 2 – 1 | CSA        | Estádio Ítalo del Cima, Rio de Janeiro (RJ)          |
|                     | Mauro 59' · Tuchê 82' |       | Ademir 55' | Público: 8 312 Árbitro: Dulcídio Vanderlei Boschilla |

| 25 de abril de 1982 | Campo Grande                   | 3 – 0 | CSA | Estádio Ítalo del Cima, Rio de Janeiro (RJ)                                                                  |
|                     | Luisinho 30' 60' · Lulinha 44' |       |     | Público: 15 567 pagantes Árbitro: Airton Bernardoni Auxiliares: Valdir Luís Louruz e Sílvio Luís de Oliveira |

- Campo Grande: Ronaldo, Paulinho, Pirulito, Mauro, Ramírez, Serginho, Lulinha, Pingo (Ailton), Tuchê, Luisinho e Luís Paulo. Técnico: Décio Esteves
- CSA: Joseli, Flávio, Jerônimo, Fernando, Zezinho, Ademir, Zé Carlos (Josenílton), Veiga, Américo (Freitas), Dentinho e Mug. Técnico: Jorge Vasconcellos

#### 1983
Pela terceira vez o CSA foi para a final da Taça de Prata, novamente ficou com o segundo lugar.
Final Taça de Prata 1983
| 24 de abril de 1983 | CSA                                        | 3 – 1 | Juventus-SP | Estádio Rei Pelé, Maceió (AL)                       |
|                     | Romel 41' · Zé Carlos 63' · Josenílton 76' |       | Ilo 86'     | Público: 14 765 Árbitro: Carlos Sérgio Rosa Martins |

- CSA: Adeildo; Humberto, Café, Dequinha e Zezinho; Ademir, Romel (Josenílton) e Jorge Siri; Américo, Zé Carlos (Veiga) e Jacozinho. Técnico: China.
- Juventus: Carlos; Nelson, Nelsinho, Nenê e Bizi; Paulo Martins, Gatãozinho (Gérson Andreotti) e César; Sidnei, Bira (Ilo) e Trajano. Técnico: Candinho.

| 1 de maio de 1983 | Juventus-SP                            | 3 – 0 | CSA | Parque São Jorge, São Paulo (SP)             |
|                   | Gatãozinho 7' · Bira 78' · Trajano 82' |       |     | Público: 2 467 Árbitro: Arnaldo Cezar Coelho |

- Juventus: Carlos; Nelson, Deodoro, Nelsinho e Cardoso (Nenê); Paulo Martins, César e Gatãozinho; Sidnei, Ilo (Bira) e Trajano. Técnico: Candinho.
- CSA: Adeíldo; Humberto, Café, Dequinha e Zezinho; Ademir, Jorginho e Rômel (Josenílton); Américo, Zé Carlos e Jacozinho. Técnico: China.

| 4 de maio de 1983 | Juventus-SP              | 1 – 0 | CSA | Parque São Jorge, São Paulo (SP)          |
|                   | Paulo Martins 71' (pen.) |       |     | Público: 3 205 Árbitro: Luís Carlos Félix |

- Juventus: Carlos, Nelson, Deodoro, Nelsinho, Bizi, Paulo Martins, César, Gatãozinho, Sidnei, Ilo (Bira) e Cândido (Mário). Técnico: Candinho.
- CSA: Adeíldo, Humberto, Café, Dequinha, Cícero (Veiga), Ademir, Jorginho, Romel, Américo, Josenílton e Jacozinho. Técnico: China

### Anos 1990
Em 1992, o CSA é rebaixado para a Série C, conseguindo retornar para a Segunda Divisão do Campeonato Brasileiro apenas em 2018. No mesmo ano, porém, fez boa campanha na Copa do Brasil se destacando ao eliminar o Vasco na Segunda Fase.
Em 1994 conquista o título do Campeonato Alagoano, 32º de sua história. Voltou a ser campeão no ano de 1996 iniciando uma série hegemônica de quatro títulos consecutivos (96 à 99), sendo este o terceiro tetracampeonato estadual da história do clube.
O ano de 1999 foi histórico para o CSA. Além da conquista do título estadual, o clube fez a sua melhor campanha na Copa do Nordeste em toda sua história ao alcançar as Semifinais do torneio. 
Esta boa campanha acabou rendendo ao clube uma vaga para a Copa Conmebol de 1999, uma vez que o Vitória, campeão do torneio, optou em não participar da competição, e os outros semifinalistas, Bahia e Sport, que obtiveram uma melhor classificação no Nordestão em relação ao CSA, também fizaram o mesmo.
Ao contrário dos demais, o CSA aceitou participar do torneio e fez história ao se consagrar vice-campeão, sendo o primeiro clube nordestino a disputar uma decisão internacional e, por muito tempo, o único (tendo o Fortaleza alcançado este feito em 2023).

#### Primeira fase
O ano de 1999 foi histórico e inédito para o futebol alagoano. Pela primeira vez, um clube de Alagoas participava de uma competição internacional: a Copa Conmebol.
O regulamento da competição sul-americana naquele ano previa que os representantes brasileiros seriam os campeões de cada competição regional. Como os finalistas da Copa do Nordeste, Vitória e Bahia (campeão e vice, respectivamente), desistiram de participar da Copa Conmebol, a vaga seria destinada então ao 3º colocado do regional, o Sport. Porém, este também recusou o convite, o que levou o CSA a ficar com a vaga, já que havia chegado às semifinais da Copa do Nordeste de 1999.
Na estreia, dia 13 de outubro, o CSA enfrentou no Estádio Rei Pelé o também brasileiro Vila Nova de Goiás. A equipe venceu por 2 a 0, com dez jogadores em campo (o lateral Souza havia sido expulso no primeiro tempo), gols de Missinho e Mazinho. Na partida do dia 20, o Vila Nova delvolveu o placar de 2 a 0, porém o CSA venceu na cobrança de pênaltis por 4 a 3 e avançou à fase seguinte. Pela primeira vez em sua história, o CSA faria uma viagem internacional que seria a primeira do futebol de Alagoas.
Jogo de ida
| 19 de outubro de 1999 | CSA                        | 2 – 0     | Vila Nova | Rei Pelé, Maceió (AL)                                                                           |
| 20:30 (UTC-3)         | Missinho 43' · Mazinho 88' | Relatório |           | Árbitro: Wilson Souza de Mendonça Auxiliares: Milton Otaviano dos Santos e José Ribamar Melônio |

Jogo de volta
| 26 de outubro de 1999 | Vila Nova                          | 2(3) – 0(4) | CSA | Serra Dourada, Goiânia (GO)                                                                                                |
| 21:00 (UTC-3)         | Juninho 45' · Reinaldo Aleluia 48' | Relatório   |     | Público: 3 219 Árbitro: Francisco Dacildo Mourão Albuquerque Auxiliares: Arnaldo Menezes Pinto e Eduardo Cyreno de Meneses |

|                                                           |     | Penalidades                                            |  |
| Reinaldo Aleluia: Tim: Luciano: Luiz Cláudio: Kal Baiano: | 3–4 | Missinho: Léo: Márcio Pereira: Fábio Magrão: Williams: |  |

#### Quartas-de-final
O adversário seguinte foi o venezuelano Estudiantes de Mérida. Entretanto, a diretoria do clube foi surpreendida ao descobrir que a maioria dos seus jogadores não possuía passaporte. Após resolver o problema, a delegação embarcou no ônibus rumo à Mérida, escoltado por dois batedores.
No confronto na Venezuela, em 3 de novembro, um empate sem gols. Em Maceió, dia 9, o CSA derrotou o adversário por 3 x 1. Durante a partida, o árbitro paraguaio Bonifacio Núñez expulsou seis jogadores, sendo quatro do Estudiantes de Mérida e dois do CSA. Mimi abriu o placar logo aos 4 minutos de jogo, cobrando pênalti. O time venezuelano empataria aos 23 minutos, através de Ruberth Morán, também convertendo a penalidade. Pouco tempo depois, Márcio Pereira fez outro gol para o CSA, em cobrança de falta. A bola ainda desviou no zagueiro Gavidia, do Estudiantes de Mérida, antes de entrar. Márcio Pereira faria mais um, classificando a equipe à fase seguinte.
Jogo de ida
| 3 de novembro de 1999 | Estudiantes de Mérida | 0 – 0     | CSA | Guillermo Soto Rosa, Mérida (Venezuela)                        |
| 20:00 (UTC-4:30)      |                       | Relatório |     | Árbitro: Felipe Russi Auxiliares: Luis Agudelo e Edison Ibarra |

Jogo de volta
| 9 de novembro de 1999 | CSA                                  | 3 – 1     | Estudiantes de Mérida | Rei Pelé, Maceió (AL)                                                            |
| 21:00 (UTC-3)         | Mimi 4' (P) · Márcio Pereira 27' 78' | Relatório | Martínez 24' (P)      | Árbitro: Bonifacio Núñez Auxiliares: William Weiler e Milton Otaviano dos Santos |

#### Semifinal
Na semifinal, outro clube brasileiro no caminho do CSA: o São Raimundo-AM. Em Manaus, derrota azulina por 1x0, dia 17 de novembro. A partida de volta foi dramática. No dia 24 de novembro, jogando em casa, o CSA abriu o marcador aos 14 do primeiro tempo, com um gol de Fábio Magrão. Para desespero dos cerca de 18 mil torcedores que lotavam o Rei Pelé, o São Raimundo igualou o placar aos 20 minutos, em falha da defesa do CSA, que Marcelo Araxá soube bem aproveitar. O resultado eliminava o Azulão. O CSA ainda empatou no último minuto de jogo, após uma falha do goleiro do São Raimundo, que deixou a bola escapar. O zagueiro Givago empurrou-a para as redes e garantiu que a decisão fosse para os pênaltis. O CSA levou a melhor na cobrança de pênaltis, alcançando um feito inédito. Até aquele momento, nenhum outro clube do Nordeste havia conseguido estar em uma decisão de competição sul-americana.
Jogos de ida
| 17 de novembro de 1999 | São Raimundo-AM | 1 – 0     | CSA | Vivaldão, Manaus (AM)                                                                                          |
| 20:00 (UTC-3)          | Marcos Luiz 73' | Relatório |     | Público: 35 000 Árbitro: Paulo Cesar de Oliveira Auxiliares: Arnaldo Menezes Pinto e Eduardo Cyreno de Meneses |

Jogo de volta
| 24 de novembro de 1999 | CSA                           | 2(5) – 1(4) | São Raimundo-AM   | Rei Pelé, Maceió (AL)                                                                                             |
| 21:00 (UTC-3)          | Fábio Magrão 12' · Jivago 91' | Relatório   | Marcelo Araxá 20' | Público: 28 000 Árbitro: Jorge dos Santos Travassos Auxiliares: José Ribamar Melônio e Milton Otaviano dos Santos |

|                                                          |     | Penalidades                            |  |
| Fábio Magrão: Márcio Pereira: Souza: Missinho: Williams: | 5–4 | Neto: Frei: Niltinho: Luiz Cláudio: ?: |  |

#### Final
A decisão foi contra o Club Atlético Talleres, que estava tendo uma boa campanha no Campeonato Argentino daquele ano.
No primeiro jogo da final, realizado em 1º de dezembro, o CSA surpreendeu ao vencer o adversário por 4 a 2, ficando muito próximo da conquista. Missinho marcou três gols para o CSA, enquanto Fabio Magrão marcou o outro, e Aguilar e Astudillo descontaram para o Talleres.
Na Argentina, o CSA sentiu a hostilidade do adversário logo após chegar à cidade de Córdoba. Representantes do Talleres abordaram os dirigentes do CSA, manifestando interesse no lateral-esquerdo Williams e em outros jogadores do clube. Além disso, foi negado ao CSA o direito de treinar no Estádio Olímpico de Córdoba.
Com apenas quatro minutos de jogo, o CSA já estava com um jogador a menos. O árbitro paraguaio Ricardo Grance expulsou Fábio Magrão por reclamação. O CSA sentiu-se intimidado pela pressão imposta pelos argentinos, e o técnico Otávio Oliveira recuou toda a equipe. Essa mudança no esquema tático não obteve sucesso, e aos 39 minutos, Ricardo Silva abriu o placar para o Talleres. No segundo tempo, Gigena ampliou a vantagem. E, como um golpe final, Maidana marcou de cabeça o terceiro gol. No placar agregado, o Talleres conquistou o título. Assim, chegava ao fim o sonho do CSA de se tornar a primeira equipe do Nordeste brasileiro a vencer uma competição internacional.
1º jogo
| 1 de dezembro de 1999 | CSA                                    | 4 – 2     | Talleres                    | Rei Pelé, Maceió (AL)                                                           |
| 20:00 (UTC-3)         | Missinho 3' 38' 47' · Fábio Magrão 15' | Relatório | Aguilar 18' · Astudillo 86' | Público: 30 000 Árbitro: Rogger Zambrano Auxiliares: Luis Vasco e Juan Montalvo |

|  | CSA | Talleres |

| CSA:            |    |                |     |      |
|                 |    |                |     |      |
| G               | 1  | Veloso         |     |      |
| LD              | 17 | Mazinho        |     |      |
| Z               | 4  | Márcio Pereira |     |      |
| Z               | 3  | Jivago         |     |      |
| LE              | 8  | Williams       |     | 78'  |
| V               | 5  | Brasil         |     |      |
| V               | 7  | Léo            |     |      |
| M               | 18 | Fábio Magrão   |     |      |
| M               | 10 | Bruno Alves    | 10' | 75a' |
| A               | 9  | Missinho       |     |      |
| A               | 11 | Mimi           |     | 75b' |
| Substituição:   |    |                |     |      |
| M               | 2  | Souza          |     | 75a' |
| A               | 16 | Bode           |     | 75b' |
| Z               | 6  | Ramón          |     | 78'  |
| Treinador:      |    |                |     |      |
| Otávio Oliveira |    |                |     |      |

| TALLERES:      |    |            |                                   |     |
|                |    |            |                                   |     |
| G              | 1  | Cuenca (C) |                                   |     |
| LD             | 20 | Díaz       | 36'                               |     |
| Z              | 13 | García     |                                   |     |
| Z              | 2  | Maidana    |                                   |     |
| LE             | 18 | Suárez     | Penalizado · Penalizado · Expulso |     |
| V              | 8  | Pino       | 35'                               | 45' |
| V              | 15 | Cabrera    |                                   |     |
| M              | 11 | Aguilar    |                                   | 74' |
| M              | 14 | Silva      |                                   |     |
| A              | 7  | Astudillo  |                                   |     |
| A              | 16 | Marzo      | 42'                               | 62' |
| Substituição:  |    |            |                                   |     |
| M              | 23 | Roth       | 65'                               | 45' |
| A              | 9  | Gigena     |                                   | 62' |
| LE             | 22 | Del Soto   |                                   | 74' |
| Treinador:     |    |            |                                   |     |
| Ricardo Gareca |    |            |                                   |     |

2º jogo
| 8 de dezembro de 1999 | Talleres                             | 3 – 0     | CSA | Chateau Carreras, Córdoba (Argentina)                                               |
| 20:30 (UTC-3)         | Silva 39' · Gigena 75' · Maidana 90' | Relatório |     | Público: 33 000 Árbitro: Ricardo Grance Auxiliares: Carlos Torres e Néstor González |

|  | Talleres | CSA |

| TALLERES:      |    |            |     |     |
|                |    |            |     |     |
| G              | 1  | Cuenca (C) |     |     |
| LD             | 20 | Díaz       |     | 66' |
| Z              | 13 | García     |     |     |
| Z              | 2  | Maidana    | 78' |     |
| LE             | 23 | Roth       | 79' |     |
| V              | 5  | Ávalos     |     |     |
| V              | 3  | Humoller   |     |     |
| M              | 11 | Aguilar    |     |     |
| M              | 14 | Silva      |     | 92' |
| A              | 7  | Astudillo  |     |     |
| A              | 9  | Gigena     |     |     |
| Substituição:  |    |            |     |     |
| V              | 8  | Pino       |     | 66' |
| V              | 15 | Cabrera    |     | 92' |
| Treinador:     |    |            |     |     |
| Ricardo Gareca |    |            |     |     |

| CSA:            |    |                |                                   |     |
|                 |    |                |                                   |     |
| G               | 1  | Veloso         | 56'                               |     |
| LD              | 17 | Mazinho        | 37'                               |     |
| Z               | 4  | Márcio Pereira |                                   |     |
| Z               | 3  | Jivago         | 69'                               |     |
| LE              | 6  | Williams       |                                   |     |
| V               | 5  | Ramón          | 38'                               |     |
| V               | 7  | Léo            |                                   |     |
| M               | 18 | Fábio Magrão   | Penalizado · Penalizado · Expulso |     |
| M               | 10 | Bruno Alves    |                                   | 58' |
| A               | 9  | Missinho       |                                   |     |
| A               | 11 | Mimi           | 20'                               |     |
| Substituição:   |    |                |                                   |     |
| A               | 13 | Fabinho        |                                   | 58' |
| Treinador:      |    |                |                                   |     |
| Otávio Oliveira |    |                |                                   |     |

### 2000–2002: Vice-Campeonatos
O CSA entrou no Campeonato Alagoano de 2000 como o grande favorito a conquista. O clube havia conquistado no ano anterior o quarto título estadual consecutivo e a torcida esperava pelo penta. Apresentando um bom futebol, o Azulão conseguiu chegar à final e o favoritismo só aumentou com a vitória sobre o ASA fora de casa pelo placar de 3 a 1.
Antes do segundo jogo da decisão, houve polêmica na imprensa após a diretoria do clube azulino já dar o título como certo. No jogo de volta, em pleno Trapichão o ASA respondeu e derrotou o Azulão por 1x0, resultado que obrigou a realização do terceiro jogo que também aconteceu em Maceió e teve o mesmo placar. Melhor para o ASA que quebrou o tabu 49 anos sem ser campeão estadual.
No ano seguinte o CSA voltou a ser finalista do Campeonato Alagoano e novamente perdeu o título para o ASA. Em 2002 chegou pela 10ª vez seguida na fase decisiva do Campeonato Alagoano, que nessa edição foi decidido no formato de quadrangular. Na última rodada do Quadrangular Final, o CSA enfrentou seu aquirrival CRB em uma briga direta pelo título. Com clima de final, o CSA acabou por ser derrotado pelo placar de 2x0, ficando assim mais uma vez com o vice.

### 2003 – A queda do CSA para a "Segundona"
O CSA entrou em campo num domingo, no Rei Pelé, precisando derrotar o rival CRB, e dependia também do Murici não ganhar do CSE. Nenhum resultado foi favorável, e a fragilidade da equipe fez com que o CRB ganhasse a partida.
Logo no começo do jogo, o CRB marcou o primeiro gol, através de Binho, ao receber passe de Marcelinho. O CSA reagiu para empatar aos 24 minutos, num cruzamento de Ramon. Alessandro se antecipou ao zagueiro Carlão e cabeceou no ângulo esquerdo de Wanderley. Aos 39 minutos, Gaspar foi à linha de fundo e cruzou da esquerda para Marcelinho marcar de cabeça.
No segundo tempo, logo aos três minutos, Reinaldo, que entrou no intervalo no lugar de Ailton, desviou um cruzamento de Marcelinho para marcar o terceiro. O quarto gol foi quatro minutos depois, num pênalti cometido pelo goleiro Santos sobre Reinaldo. Marcelinho cobrou com perfeição. Aos 43 minutos, o zagueiro Carlão colocou a mão na bola dentro da área, sendo expulso. O pênalti foi cobrado e convertido por Nélson.
O CRB precisava vencer e venceu, 4x2, sobre o CSA, assegurando sua classificação para o quadrangular decisivo do Estadual - 2003, sendo beneficiado também pela derrota do CSE para o Murici. Os dois resultados foram ruins para o CSA, que foi rebaixado para a segunda divisão do ano seguinte só conseguindo retornar para a primeira divisão em 2005.
- CRB: Wanderley; Saulo, Bruno, Róbson e Edílson; Carlão, Gaspar, Marcelinho (Fernando Pilar) e Eduardo Potiguar (Paulo Roberto); Binho e Ailton (Reinaldo).
- CSA: Santos; Edmílson, Sinval (Bel), Alex Martins e Ramon; Nélson, La Bamba, Cassio (Jairon) e Da Silva (Sandrinho); Tiago e Alessandro.
- Árbitro – Jorge Luiz da Silva.

Em 2004 o CSA disputa a Segunda Divisão do Campeonato Alagoano. O azulão chegou à semifinal como grande favorito, mas foi surpreendido e eliminado pelo Penedense. No ano seguinte o clube conseguiu conquistar o acesso e foi campeão da Segunda Divisão.
Na primeira fase o azulão foi líder em seu grupo, ao lado do Bandeirante Futebol Clube, de Maceió. No quadrangular final, em que além de CSA e Bandeirante, passaram também de fase Ipanema e Teotônio, de Teotônio Vilela.
O CSA garantiu o título na penúltima rodada da última fase derrotando no Rei Pelé o Teotônio com um placar mínimo, gol de Rogerinho. Com mais de 14 mil pessoas no Rei Pelé o time era campeão e subia de volta a elite do alagoano junto com o Ipanema.
No ano seguinte o azulão fez boa campanha na elite e chegou na final contra o Coruripe, que havia recém-fundado. Porém o Hulk leva a melhor nos pênaltis e garante o seu primeiro título.
Já em 2007 o time faz uma péssima campanha, se livrando do rebaixamento na última rodada contra o CSE no Rei Pelé com gol no último minuto marcado por Clayton, assim rebaixando o tricolor de Palmeira dos Índios.

### 2008 - Título estadual e Série C
Em 2008 o CSA põe fim ao jejum de 9 anos sem títulos na primeira divisão, conquistando o Campeonato Alagoano. A equipe bateu o ASA na decisão. No primeiro jogo o azulão derrotou a equipe alvinegra por 2 x 1 no Fumeirão, em Arapiraca. Coube ao CSA jogar pelo empate no segundo jogo. O Azulão cumpriu sua missão. Com um empate por 2 x 2 no Rei Pelé o CSA garantiu o título de campeão alagoano de 2008.
Esta foi a 37ª conquista do CSA no Campeonato Alagoano, aumentando a diferença de títulos em relação ao CRB, seu arquirrival, para 12 títulos a mais.
Nesse mesmo ano o clube disputa o Campeonato Brasileiro - Série C 2008. O clube foi empolgado por causa da conquista do título estadual, mas fez uma campanha decepcionante. Em 6 jogos disputados o Azulão conseguiu apenas 1 vitória e sofreu 5 derrotas, sendo o último colocado do grupo que tinha Vitória da Conquista, Itabuna e Club Sportivo Sergipe.

### 2009 - Novo rebaixamento no estadual
No ano de 2009, novamente contra o seu maior rival, o CSA entra em campo precisando vencer para assim poder escapar do rebaixamento. Mas o CSA não conteve seu maior rival e perdeu a partida por 2x1, sendo o último gol feito por Da Silva, ex-jogador do CSA, que teve que amargar o rebaixamento pela segunda vez em sua história.
Desta vez o CSA consegue o acesso já no primeiro ano e conquista o título da Segundona pela segunda vez em sua história, desta vez batendo o Sport de Atalaia na decisão por 3x0 no segundo jogo.

#### CSA elimina o Santos
Correndo o risco de ser rebaixado a segunda divisão alagoana, o CSA teria uma dura missão na Copa do Brasil 2009: eliminar o Santos, uma das principais equipes do país. A situação ficou ainda mais difícil com o empate em 0x0 no Estádio Rei Pelé. Mas na segunda partida o CSA entrou determinado e derrotou o Santos na Vila Belmiro por 1x0 com gol de Júnior Amorim e assim eliminou a equipe paulista, que foi finalista do Campeonato Paulista de 2009.

### 2010: A volta para a Primeira
Na semifinal da Segundona de 2010, o Azulão goleou o São Domingos por 10x1 carimbando seu retorno à primeira divisão. Na final derrotou o Sport Atalaia conquistando assim seu segundo título da segundona. No mesmo ano o clube disputou a Copa do Nordeste e se classificou para as semifinais, sendo eliminado pelo Vitória.

### 2011: Permanência
Em 2011 a torcida azulina voltou a ser assombrada com o fantasma do rebaixamento. Devido a péssima campanha ao longo do campeonato, o CSA mais uma vez chegou na última rodada precisando vencer o CRB para evitar sua terceira queda. A história dessa vez foi escrita de forma diferente, com o CSA vencendo o clássico por 1-0 com gol marcado por Washington, um dos poucos destaques do clube durante a competição. Ainda em 2011 o CSA disputa a Série D, mas acaba eliminado pelo Sampaio Corrêa com um humilhante placar de 5x0.

### 2012
No ano de 2012 o clube voltou a ser competitivo no certame estadual, chegando a decisão do 2º turno e sendo derrotado pelo ASA. Na Série D, o CSA fez boa campanha na primeira fase, se classificando para as oitavas de final, onde foi eliminado pelo Campinense com grande atuação do goleiro Pantera, que fez inúmeras defesas e impediu que o CSA acançasse na Série D. O meio-campista Ronaldo Mendes, um dos maiores destaques da campanha azulina, foi vendido para o rival CRB que disputava a Série B do Brasileiro.

### 2013: Centenário
Em meio às comemorações do aniversário de 100 anos de existência, o CSA superou o ASA nas semifinais do Campeonato Alagoano e se classificou para a final pela primeira vez desde o título de 2008. Na final o clube mais uma vez parou em seu arquirrival, perdendo o jogo de ida por 4-2. Na volta, vitória dramática por 1-0 e derrota nos pênaltis (4 a 3). Os maiores destaques do vice-campeonato azulino foram os atacantes Everaldo Stum e Diego Clementino. A dupla marcou diversos gols e foram fundamentais para a bela campanha do Azulão.

### 2014
O ano de 2014 começou bom para o CSA que voltou a disputar a Copa do Nordeste e fez boa campanha na fase de grupos, se classificando para as quartas de final. No primeiro jogo das quartas derrota para o Sport na Ilha do Retiro por 2-0. Na volta o clube lutou, mas não conseguiu reverter a vantagem do adversário vencendo a partida por 1-0 no Rei Pelé.
Apesar disso, o ano acabou de forma desastrosa. Com a derrota para o CRB por 1-0 no último jogo da primeira fase do Campeonato Alagoano, o azulão acabou eliminado e teve de encerrar suas atividades de forma precoce na temporada, uma vez que o clube não tinha mais chances de se classificar para a Série D.

### 2015
O ano de 2015 também foi encerrando de maneira precoce para o CSA. Apesar da boa campanha no 1º turno do Estadual, no qual o clube foi vice-campeão diante do ASA, o CSA foi eliminado nas semifinais do 2º turno pelo Coruripe, adversário direto na luta pela vaga na Série D.

### 2016 – O Acesso
Em 2016 o CSA voltou a formar um time competitivo e nadou de braçada no Campeonato Alagoano. Após uma campanha praticamente perfeita na Primeira Fase e no Hexagonal, somando uma única derrota em 15 partidas, o clube eliminou o Murici na semifinal e se garantiu na decisão do estadual. Apesar do favoritismo contra o rival, o CSA acabou derrotado por 2-0 no jogo de ida e sofreu nova derrota na volta por 1-0.
Os principais destaques do time do CSA foram o goleiro Jefferson Gomes, Rafinha, lateral-esquerdo, os meias Jean Kléber e Didira, ex-ASA e o atacante goleador Luis Soares que foi um dos artilheiros do campeonato.
Na Série D, o CSA manteve o bom momento e conseguiu fazer mais uma ótima campanha garantindo o acesso à Terceira Divisão após vencer o paulista Ituano por 1x0 no Rei Pelé, depois de haver vencido na ida por 2x1 fora de casa. Na final, porém, o azulão do mutange foi goleado pelo Volta Redonda e ficou com o vice (4x0).

### 2017 – Campeão Brasileiro da Série C
No Alagoano de 2017 o CSA se classificou para a final pelo segundo ano e novamente foi derrotado pelo arquirrival CRB na decisão, perdendo por 1x0 no jogo de ida e um emocionante 3x2 na volta.
Na Série C, o clube deu sequência ao bom trabalho iniciado no ano anterior e acabou se sagrando como campeão. Após conquistar a vice-liderança da primeira fase, garantiu o acesso diante da Tombense com 3x0 no agregado. A semifinal, superou o São Bento em emocionante disputa de pênaltis.
O adversário da decisão foi o gigante Fortaleza. Mesmo assim, o CSA venceu o jogo de ida por 2x1 no Castelão e confirmou o título com empate sem gols no Rei Pelé. Assim o clube conquistava seu primeiro título nacional, sendo também o primeiro clube alagoano a conquistar um título a nível nacional.

### 2018: Título e Acesso
Apesar da grande expectativa em volta do CSA para a temporada 2018 por causa dos bons resultados recentes da equipe, o clube começou a temporada de forma irregular e com uma campanha decepcionante na Copa do Nordeste, em que foi eliminado na primeira fase com 5 empates, 1 derrota e nenhuma vitória.
Na Copa do Brasil avançou para a Segunda Fase após conseguir um empate emocionante fora de casa contra o Manaus por 2-2. Foi eliminado pelo São Paulo na segunda fase por 2x0 no Rei Pelé.
No Campeonato Alagoano o CSA chegou à final pelo terceiro ano consecutivo após eliminar o ASA com uma vitória dramática por 2x1 no Rei Pelé, com  direito a dois gols nos acréscimos. Na final bateu seu rival por 2x0 no jogo de volta, revertendo a desvantagem de 1x0. Assim conquistou seu 38º título estadual encerrando um jejum de dez anos.
No Campeonato Brasileiro Série B chegou ao vice-campeonato e conquistou, na última rodada, o acesso à Série A, goleando o Juventude na casa do adversário pelo placar de 4x0. Assim o CSA se tornou o primeiro clube que chega à Série A vindo de três acessos consecutivos.

### 2019: Bicampeonato Alagoano e Rebaixamento
O ano começou com grandes expectativas após o acesso. Mas, apesar das boas expectativas, a primeira partida do ano foi uma sofrida derrota de 1x0 para o Dimensão Capela. As contratações de 2019 foram mais de quarenta, sendo que a maioria dos jogadores foram dispensados.
Na Copa do Brasil o azulão não passou da primeira fase após perder pro Mixto por 1x0 na Arena Pantanal.
Na Copa do Nordeste o CSA passou para o mata-mata invicto na fase de grupos, ficando na terceira posição do grupo B. Nas quartas de final, o clube alagoano foi derrotado para o Botafogo da Paraíba por 3x1.
No Campeonato Alagoano o clube chegou à final após uma goleada no agregado da semifinal contra o Coruripe. Na final o azulão precisava superar seu maior rival, o CRB. Ambos os jogos da final foram no Rei Pelé, na ida foi 1x0 para o clube azulino e na volta foi 1x0 para o clube regatiano. O resultado da decisão foi para os pênaltis, onde o CSA sagrou-se campeão após bater o CRB por 4-2 nos pênaltis.
No início da campanha no Brasileirão Série A, o clube não teve bons resultados e só foi conquistar sua primeira vitória na sexta rodada, quando ganhou do Goiás no Rei Pelé. Na nona rodada o clube demitiu o treinador Marcelo Cabo, que foi substituído pelo Argel Fucks. Argel começou com derrotas na equipe, mas conseguiu a confiança do torcedor e levantou a moral do time após vitórias importantes contra grandes times. A torcida era sempre presente e acreditou até o fim no time, mas depois da importante vitória do azulão sobre o Cruzeiro por 1x0 em pleno Mineirão, Argel Fucks trocou o azulão pelo Ceará e o clube teve que ser comandando pelo interino Jacozinho até o fim do Brasileirão, o próximo desafio era o Bahia no Rei Pelé. O clube precisava empatar ou ganhar e torcer para resultados negativos de Cruzeiro e Ceará para continuar matematicamente vivo na competição, mas o clube foi superado pelo Tricolor baiano que venceu por 2x1 e acabou decretando o virtual rebaixamento do CSA, que precisava ganhar todas as próximas três partidas, torcer pro Ceará não pontuar e tirar uma diferença de 26 gols pro clube cearense. A chance ainda existia, mas o clube já era dado como rebaixado, já que só um milagre salvaria o time. O rebaixamento foi confirmado na próxima rodada, quando a também rebaixada Chapecoense derrotou a equipe alagoana por 3x0 na Arena Condá, decretando a vaga da equipe azulina na segunda divisão do Brasileirão do ano seguinte.

## Títulos Oficiais
| NACIONAIS | NACIONAIS                        | NACIONAIS | NACIONAIS |
|           | Competição                       | Títulos   | Temporadas |
| --------- | -------------------------------- | --------- | --- |
|           | Campeonato Brasileiro - Série C  | 1         | 2017 |
| ESTADUAIS |                                  |           | |
|           | Competição                       | Títulos   | Temporadas |
|           | Campeonato Alagoano              | 40        | 1928, 1929, 1933, 1935, 1936, 1941, 1942, 1944, 1949, 1952, 1955, 1956, 1957, 1958, 1960, 1963, 1965, 1966, 1967, 1968, 1971, 1974, 1975, 1980, 1981, 1982, 1984, 1985, 1988, 1990, 1991, 1994, 1996, 1997, 1998, 1999, 2008, 2018, 2019 e 2021 |
|           | Campeonato Alagoano - 2ª Divisão | 2         | 2005 e 2010 |
|           | Torneio Início de Alagoas        | 15        | 1927, 1928, 1929, 1930, 1933, 1935, 1940, 1942, 1946, 1949, 1957, 1961, 1965, 1972 e 1978 |
|           | Copa Alagoas                     | 2         | 2006 e 2024 |
| TOTAL     |                                  |           | |
|           | Títulos oficiais                 | 60        | 1 Nacional, 59 Estaduais |

### Outras conquistas
- Torneio Pró-Caixa Olímpica: 1929
- Torneio Grande Festival do Futebol: 1932
- Torneio Associação Cultural e Cívica Feminina: 1935
- Torneio - Copa FAD: 1936
- Taça  Mário Lima: 1953 e 1956
- Taça  Seletivo do Campeonato Brasileiro: 1974
- Torneio Alfredo Júnior: 1975
- Troféu Wassil Barbosa: 2010
- Taça Noel Alves: 2015
- Torneio Divaldo Suruagy-AL :1977,1978

Torneio de  Sao Luis-MA: 1975
Torneio Alagoas - Sergipe : 1967
Torneio José Sebastião Bastos 1967

## Estatísticas
Participações
|  | Participações em 2025 |

| Competição | Competição            | Temporadas | Melhor campanha               | Estreia | Última | P | R |
| Alagoas    | Campeonato Alagoano   | 92         | Campeão (40 vezes)            | 1927    | 2025   |   | 2 |
| Alagoas    | Segunda Divisão       | 3          | Campeão (2005 e 2010)         | 2004    | 2010   | 2 |   |
|            | Copa do Nordeste      | 19         | Semifinal (1999, 2010 e 2025) | 1994    | 2025   |   |   |
| Brasil     | Campeonato Brasileiro | 19         | 9º colocado (1966)            | 1959    | 2019   |   | 3 |
| Brasil     | Série B               | 12         | Vice-campeão (4 vezes)        | 1972    | 2022   | 2 | 1 |
| Brasil     | Série C               | 17         | Campeão (2017)                | 1990    | 2025   | 1 | – |
| Brasil     | Série D               | 5          | Vice-campeão (2016)           | 2009    | 2016   | 1 |   |
| Brasil     | Copa do Brasil        | 22         | Quartas de final (1992)       | 1989    | 2025   |   |   |
|            | Copa Conmebol         | 1          | Vice-campeão (1999)           | 1999    | 1999   |   |   |

### Campanhas de destaque
| Centro Sportivo Alagoano        | Centro Sportivo Alagoano | Centro Sportivo Alagoano    | Centro Sportivo Alagoano | Centro Sportivo Alagoano |
| Torneio                         | Campeão                  | Vice-campeão                | Terceiro colocado        | Quarto colocado          |
| ------------------------------- | ------------------------ | --------------------------- | ------------------------ | ------------------------ |
| Campeonato Brasileiro – Série B | 0 (não possui)           | 4 (1980, 1982, 1983 e 2018) | 0 (não possui)           | 0 (não possui)           |
| Campeonato Brasileiro – Série C | 1 (2017)                 | 0 (não possui)              | 0 (não possui)           | 0 (não possui)           |
| Campeonato Brasileiro – Série D | 0 (não possui)           | 1 (2016)                    | 0 (não possui)           | 0 (não possui)           |
| Copa do Nordeste                | 0 (não possui)           | 0 (não possui)              | 1 (2010)                 | 1 (1999)                 |
| Copa Conmebol                   | 0 (não possui)           | 1 (1999)                    | 0 (não possui)           | 0 (não possui)           |

## Jogadores destacados
O CSA revelou grandes jogadores como por exemplo o atacante Dida que era o camisa 10 do Brasil, titular absoluto até a Copa de 1958. Uma contusão (que hoje teria uma recuperação bem rápida) o deixou no banco de reservas e abriu vaga para o jovem Pelé. Também foi revelado pelo CSA o goleiro Flávio, único jogador que ganhou todas as divisões do Campeonato Brasileiro (exceto a então inexistente Série D). Outra cria do CSA foi o atacante Pêu e os meias Souza, Cleiton Xavier e Adriano Gabiru, este último que fez um dos gols mais importantes da história do Internacional, na vitória por 1 a 0 diante do poderoso Barcelona pelo Mundial de Clubes de 2006.

## Categorias de Base

### Títulos
Sub-20
- Campeonato Alagoano Sub-20: 2012, 2013, 2015, 2018, 2022 e 2023

Sub-17
- Campeonato Alagoano Sub-17: 2015, 2019 e 2025

Sub-15
- Campeonato Alagoano Sub-15: 2006, 2007, 2009 e 2023

## Material esportivo e patrocinadores
| Período       | Material Esportivo    | Patrocinador Master  |
| ------------- | --------------------- | -------------------- |
| 1982          | Le Coq Sportif        | Nenhum               |
| 1983          | Adidas                | Nenhum               |
| 1984          | Adidas                | Francal              |
| 1985          | Adidas                | Nenhum               |
| 1987          | MR Artigos Esportivos | Porto Seguro         |
| 1990          | Adidas                | Nenhum               |
| 1993          | Campeã                | Nenhum               |
| 1994          | Kyalami               | Nenhum               |
| 1995          | Kyalami               | Nenhum               |
| 1996          | Kyalami               | Camila               |
| 1997–1999     | Schutz                | VASP                 |
| 1999          | Topper                | VASP                 |
| 2003–2004     | Deka                  | Nenhum               |
| 2006–2007     | Poker                 | Cavepe               |
| 2008          | Kappa                 | Prefeitura de Maceió |
| 2009          | Kappa                 | Carajás              |
| 2010          | Tchuk Jhones          | Nenhum               |
| 2011          | Tchuk Jhones          | Contrato Engenharia  |
| 2012–2013     | Tchuk Jhones          | Lojas Guido          |
| 2014          | Kanxa                 | Lojas Guido          |
| 2015          | Super Bolla           | Lojas Guido          |
| 2016          | Super Bolla           | Camponesa            |
| 2017          | Umbro                 | Camponesa            |
| 2017          | Numer                 | Camponesa            |
| 2018–presente | Azulão                | CAIXA                |
| 2018–presente | Azulão                | Carajás              |

## Sedes e estádios

### O Mutange
O Mutange foi inaugurado em 22 de novembro de 1922, tendo sido considerado durante muitos anos o estádio mais moderno do estado, sendo inclusive o único com condições de receber jogos noturnos pelo fato de ter refletores, tendo sediado em 1951 o primeiro jogo internacional em Alagoas, o CSA 1 x 1 Velez Sársfield. Atualmente, o Centro Sportivo Alagoano passou a disputar suas partidas no Trapichão (propriedade do governo estadual) e transformou o Mutange num centro de treinamento.
No dia 30 de Maio de 2020 o Estádio Gustavo Paiva que se transformou no Centro de Treinamento do CSA (CT Do Mutange) por 97 anos. Foi encerrado devido os desastres ambientais causados pela petroquímica Braskem. O CSA recebeu R$ 31,8 milhões para deixar o CT em virtude das atividades da Braskem na área próximo ao local. O novo CT, de acordo com a diretoria do CSA, vai ser construído com o dinheiro da indenização paga pela Braskem

### Novo Centro de Treinamento
O futuro Centro de Treinamento terá 5.300 metros de área construída, distribuídos em oito blocos, e vai contar com cinco campos, sendo um de grama sintética. Dois hotéis, com capacidade para 108 pessoas. Anexo ao Centro de Treinamento, o clube vai destinar uma área para, no futuro, construir uma arena esportiva. A previsão inicial para o término da primeira etapa é o fim de 2022.

## Símbolos

### Escudo
O escudo estilizado do CSA consiste em:
- No canto superior esquerdo, as iniciais "CSA" entrelaçadas
- Uma faixa com o lema do clube: "União e Força"
- Listras azuis e brancas, as cores oficiais do CSA

### Mascote
Estatuto do CSA, "art. 5º, IV - o mascote é a águia (ave), denominada de Azulão

### Bandeira
Bandeira oficial do CSA com listras horizontais em azul.

## Torcidas
- Torcida Organizada Mancha Azul
- Movimento Organizado Sangue Azul
- CSA-NET
- Torcida CSAlcool
- Torcida CSAMOR
- Movimento Organizado Azulcrinante
- Movimento Resistência Azul
- CSA Minha Religião
- CSA - Família Alviceleste
- Azulão Chopp
- Torcida Feminina Azulcrinadas
- Azulão Cristão
- Movimento Azulão Rasta

### Torcida Organizada Mancha Azul
A torcida Mancha Azul, foi fundada em 23 de outubro de 1992. Tudo Começou quando Força Jovem e Dragões Azulinos resolveram se unir, no começo foi difícil porque a Dragões já era uma dissidência da Força. A partir da fusão das duas maiores Organizadas do CSA e os acordos fechados de ambos os lados partiu-se para decidir o nome que seria dado à nova torcida do CSA, torcida essa que já nasceria sendo a maior de Alagoas, e na reunião final para escolher tinham 4 opções: Dragões da Força Jovem, Maldição Azul, Azul Fiel ou Mancha Azul. Mancha Azul foi o nome escolhido.

### Movimento Organizado Azulcrinante
O Azulcrinante.com.br é o site do Movimento Azulcrinante, que tem por objetivo colaborar com o CSA, realizar festas no estádio, transmissões de jogos, reunião de torcedores, carreatas, caravanas, enfim, tudo ligado ao clube e à torcida azulina.
Desde fevereiro de 2010, o Azulcrinante leva ao seu público alvo, os torcedores azulinos, informações, opiniões e entretenimento sobre o CSA, sua torcida e o futebol alagoano em geral, assim como brasileiro e nordestino onde o CSA está incluso.
O Movimento Azulcrinante realiza também carreatas e transmissões de jogos tendo como concentração a Chopparia Skente, no Poço. Desde o início destes projetos, as movimentações só têm crescido, com divulgações da carreata em rádios e transmissões lembradas ao vivo pela emissora de TV.
Além de tudo, o Azulcrinante vêm realizando grandes arrecadações junto aos torcedores azulinos para fazer belíssimas e grandiosas festas no estádio, em jogos decisivos e festivos do CSA. Grandes exemplos são as festas realizadas nos jogos entre CSA e Confiança, pela Série D 2010, e o recente CSA e ABC, pelo Nordestão 2010.

### Torcida Feminina Azulcrinadas
Criada em junho de 2018, seu nome foi inspirado no Movimento Azulcrinante, onde sua fundadora, quando criança se encantava ao ver a faixa desse movimento no estádio. Azulcrinadas foram criadas inicialmente com a junção de amigas e familiares e depois passou a inserir outras mulheres azulinas que sentiram o interesse em participar e tinham os mesmos objetivos, que além de torcer pelo CSA era mostrar a força da mulher no estádio e tendo como ideal a frase "Lugar de mulher é onde ela quiser."

## Rivalidade

### Clássico das Multidões
O Clássico das Multidões é o nome do clássico disputado entre CSA e CRB, considerado o mais tradicional de Alagoas e uma das maiores rivalidades nacionais.
O primeiro clássico, ocorrido em 1916, foi vencido pelo CSA por 1 a 0. Pelo Campeonato Brasileiro, os dois maiores vencedores do futebol alagoano já se enfrentaram 6 vezes entre 1976 e 1979, com três vitórias do CRB, dois empates e uma vitória azulina.
Última atualização: CRB 0–2 CSA, 8 de abril de 2018.
| Rival | J   | V   | E   | D   | GP  | GC  |
| ----- | --- | --- | --- | --- | --- | --- |
| CRB   | 500 | 153 | 164 | 183 | 625 | 606 |

## Curiosidades

### Fernando Collor de Mello

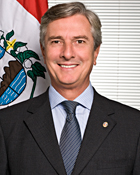
Fernando Collor de Mello.

Em uma ascensão fulminante, ele se tornou o mais jovem presidente da história do clube. Mesmo antes de completar o primeiro ano no poder, conquistou a fama de vitorioso e bom administrador. Conhecido à época apenas como o filho do senador Arnon de Melo e como diretor do jornal Gazeta de Alagoas, uma das empresas da família em Maceió, não precisou de um mês para percorrer, aos 24 anos de idade, o caminho do Conselho Deliberativo e a presidência do CSA. Tornou-se conselheiro no dia 7 de agosto e a 3 de setembro era eleito presidente por aclamação. Assumiu em um sintomático 7 de setembro, data do 60º aniversário do clube. 
| “ | Não vou fazer politica no CSA, mesmo sendo filho de politico. Não sou politico. Sou um jovem que procurar desempenhar suas funções da melhor maneira possivel. | ” |

 Durante seu primeiro ano, conseguiu um saldo positivo dentro de campo, presta uma homenagem a Garrincha logo no segundo jogo, conquistou o Campeonato Alagoano de 1974 e garantiu, no Rio de Janeiro, o direito de disputar uma vaga no Brasileiro. Collor caiu nos braços da torcida. Montou ele mesmo, com um estilo centralizador e sem ajuda de diretor de futebol, um time forte, contratando do Rio Grande do Sul cinco jogadores, entre eles o lateral-direito Valdir Espinosa.
Com a candidatura de sua mãe, Leda Collor de Mello, para deputada federal pela Arena, se licenciou do cargo em agosto de 1974, na metade do mandato. Alegou não querer usar a influência junto à torcida para favorecê-la.

### Felipão
Felipão chegou ao CSA em meados de 1981, comandado por Walmir Louruz, conquistou o seu primeiro e único título como jogador. Felipão era o capitão da equipe e após a saída do então treinador, Walmir Louruz a direção apostou no jogador para ser o novo treinador da equipe.

### Deco
O meia luso-brasileiro Deco também já passou pela equipe. Após começar a carreira profissional no Corinthians foi transferido para o CSA, onde foi destaque e logo em seguida foi revelado para o mundo.

### Djavan
O cantor Djavan quando adolescente, já jogou no clube, mas a música o tirou do futebol.